# Artur Barseghyan
Artur Barseghyan, född 29 mars 2002, är en armenisk simmare.
Vid olympiska sommarspelen 2020 i Tokyo tävlade Barseghyan i två grenar. Han slutade på 43:e plats på 50 meter frisim och på 38:e plats på 100 meter frisim och blev utslagen i båda grenarna i försöksheatet.